# Abacena plumbealis
Abacena plumbealis är en fjärilsart som beskrevs av Walker 1865. Abacena plumbealis ingår i släktet Abacena och familjen nattflyn. Inga underarter finns listade i Catalogue of Life.